# Сицилийская пицца

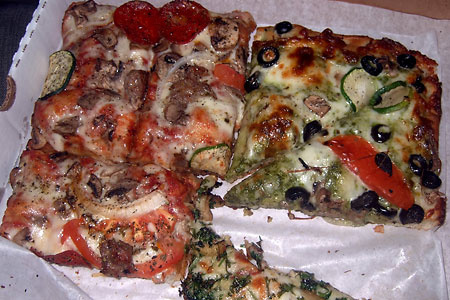
Сицилийская пицца (американский вариант с консервированными маслинами и колбасой)

Сицилийская пицца, называемая в Италии сфинч(и)о́не (итал. Sfincione) или по-сицилийски сфинчу́ни (сиц. Sfinciuni), спинчу́ни (сиц. Spinciuni) — род старотипной пиццы, родом с острова Сицилии. Название сицилийская пицца может вызвать некоторые трудности в определении блюда, так как на Сицилии имеется ещё несколько иных типов пиццы (к примеру, типа пиццоло и кальцоне), а также относиться к американским производным изначальных видов сфинчоне.
Название сфинчоне (со значением губка, см. греч. σπόγγος, араб. إسفنج) подсказывает внешний вид готового теста основы. Как правило, это довольно толстая или очень толстая ноздреватая фокачча, выпекаемая из дрожжевого теста, но обычно без добавления яиц.
В отличие от многих других видов пиццы, сыр, нарезанный довольно крупными кусками (по классическому рецепту это итальянский сыр пекорино (например, тума) и солёная рыба (анчоусы или сардины) здесь помещаются под слоем обжаренного в оливковом масле лука (во многих видах — с добавлением измельчённых томатов и сухих пряностей). Зачастую поверх луково-томатной смеси сфинчоне посыпается толстым слоем хлебной крошки (измельчёнными сухарями) и (зачастую уже после выпекания) тёртым сыром и дополнительно поливается маслом.
На Сицилии различается несколько видов традиционного сфинчоне. Отличия состоят как в начинке, так и в форме. Наиболее известный вид — большой, плоский палермитанский сфинчоне (sfincione palermitano), выпекаемый в больших прямоугольных формах, в составе присутствует томатная паста. Нередко поверхность украшают кольца томата или, реже, лимона. Этот тип царит в уличных точках общепита.
Более традиционным считается багерийский сфинчоне (sfincione bagherese, sfincione di Bagheria/Baarìa), выпекается в дровяной печи, зачастую — в круглой металлической форме. Как правило, поверх крупных кусков сыра (смеси тумы и рикотты) и солёной рыбы выкладывается только слегка обжаренный лук и крупная сухарная крошка, без томатной заливки.
Особую разновидность составляет сфинчоне ди Сан Вито (sfincione di San Vito) — большой по высоте пирог с перекрытием и разнообразной (в том числе, мясной или колбасной) начинкой. Этот тип, как правило, готовится довольно редко, по большим религиозным праздникам.
Более редкими региональными разновидностями, среди прочих, являются: похожий на лодку сфинчоне из Аспры (sfincione di Aspra, регион (коммуна) Багерии) и сфинчоне из Кастельдаччи (sfincione di Casteldaccia, регион Палермо) с сыром примосале (primo sale, primosale). Свои виды сфинчоне присутствуют также в коммунах Палермо Альтавилла-Милича, Фикарацци, Леркара-Фридди и Монреале.

## Родственные блюда
Похожие на сфинчоне блюда есть в некоторых других частях Италии. Это, в первую очередь, апулийская фокачча (например, focaccia barese из Бари, focaccia viestana и puddica из Бриндизи) на юго-востоке или фокачча по-мессински (focaccia messinese с листовым цикорием на крайнем северо-востоке Сицилии и на континентальном юго-западе, в Калабрии, в последней также присутствует красная фокачча, focaccia rossa calabrese, выпекаемая обычно круглой (в том числе — групариата из Луцци), фокачча с мягкой колбасой ндуя и питта пиццулата (pitta pizzulata), покрытая томатной пастой) и некоторые типы североитальянских пицц (туринская, миланская и др.). Известны родственные рецепты и в луканской кухне (Базиликата), например fucuazza и ruccolo (‘u ruccul potentino). В центральной Италии также встречаются похожие виды: римская пицца на противнях, некоторые рецепты выпечки в Тоскане и Умбрии (вариации скьяччаты, schiacciata, а также серавеццинская фокачча, куда может быть добавлена кукурузная мука). В регионе Эмилия-Романья — на основе pinzone ferrarese и кизолы (chisola) из-под Пьяченцы, в Ломбардии — schiacciata mantovana, существует и местная фокачча с луком, известная также как tirot или tirotto. В Трентино известен пирог smacafam, или же карнавальная фокачча. В Лигурии существует разновидность пишаландреа (piscialandrea), известная также в Ницце под названием pissaladière. По такому же принципу — выкладывание рыбы и оливок на соус — готовятся sardenaira из Сан-Ремо и красная пицца (pizza rossa) в Чериньоле. Сходная рецептура может скрываться и под названием семейства pizza marinara (в различных регионах). Кроме того, во многих местностях присутствуют и маленькие по размеру сфинчонеобразные изделия.
На сфинчоне весьма похожа рианата из окрестностей Трапани (rianata trapanese) на западе Сицилии, но в её составе вместо лука обычно присутствуют чеснок и петрушка. Разновидность рианелла (rianella) подразумевает использование моцареллы, и она наиболее похожа на самую интернациональную стереотипную сицилийскую пиццу.
Фуата из Кальтаниссетты, или пицца по-ниссенски (fuata di Caltanissetta, pizza nissena) из Центральной Сицилии готовится с тёртым сыром пекорино, рыбой, помидорами и красным чесноком из Нубии (Нубия находится в коммуне Пачеко провинции Трапани).
В окрестностях Катании известна пицца куддуруни (u cudduruni), в Рагузе — отличная от неё фокачча куддурини (u cuddurini). Встречается также написание куддируни (cuddiruni).
На юго-западе Сицилии распространён рецепт агриджентской пиццы (pizza agrigentina).
В Сенизе встречается своеобразная пицца strazzat cu i zafaran со сладким перцем, обычно она бывает прямоугольной формы. Как правило, она несколько ниже сфинчоне и местной фокаччи.
На сфинчоне разной формы (в виде фокаччи или круглого высокого пирога) похож рецепт gnocco ingrassato из Эмилии-Романьи, часто включающий в состав мясо и яйца.
В Центральной и Северной Италии в составе теста фокаччи может присутствовать животный жир (смалец), но подобная добавка бывает и на Юге. Кроме того, фокаччу по-мессински не возбраняется выпекать с использованием подсолнечного масла.
Иногда в готовящееся тесто добавляют картофель, например, варёный. В Апулии на противень могут выкладывать слой лука, а на него кладут тесто, таким образом, лук после выпекания не присоединяется к фокачче накрепко.
Во многих других местах — в Генуе (focaccia genovese), в Пьемонте (focaccia piemontese, в первую очередь — focaccia novese без начинки либо с разным покрытием, одна из немногих несладких фокачч в Пьемонте), в центральноадриатическом регионе — в Марке (focaccia marchigiana, встречается также разновидность crescia), Абруццо (focaccia abruzzese), Молизе (focaccia salata molisana) — также присутствуют свои  высокие фокаччи (focaccia alta), прямоугольные или круглые, и если начинка кладётся сверху, а не посередине разрезанной или выпеченной с начинкой фокаччи (как, например, в случае focaccia valdostana, калабрийской guastella или тонкой focaccia di Recco, а также при подаче некоторых скьяччат и скаччат, например, сицилийской scacciata catanese), и она не выглядит, как бублик (например, обычная луканская strazzata), то они могут быть очень похожи на сицилийский сфинчоне.
На территории бывшего королевства Арагон и в Андорре распространена кока (один из рецептов — coca de tomaca / coca de tomate), что может быть связано с длительным взаимодействием арагонского государства (в том числе Валенсии и Каталонии) с Южной Италией, Сицилией, Сардинией и Корсикой.

## В Новом Свете
Сицилийский сфинчоне дал несколько отпрысков в Новом Свете, особенно в США. Палермитанский — в штатах Нью-Йорк и Нью-Джерси, под названием сицилийской пиццы, здесь пицца больше похожа на трапанийскую рианеллу, а в Филадельфии — под названием томатного пирога. Такое же название известно в Ютике, штат Нью Йорк. В Род-Айленде — пицца-полоска. В Канаде подобная выпечка известна в Квебеке и провинции Онтарио. В таких томатных пиццах сыр может содержаться в незначительном количестве, лишь в толще соуса-покрытия, как в некоторых апеннинских фокаччах. В Мичигане похожий на sfincione palermitano тип называется пицца по-детройтски, или квадратная пицца. Квадратная пицца чуть меньшей высоты известна в бассейне Огайо. Багерийский круглый и архаичные по форме типы палермитанских сфинчоне повлияли на развитие классической чикагской пиццы и на местный стиль белой и красной пицц Четырёхградья, а сфинчоне ди Сан Вито — на появление так называемой чикагской фаршированной пиццы.